# Pippuhana donaldi
Pippuhana donaldi är en spindelart som först beskrevs av Arthur M. Chickering 1940.  Pippuhana donaldi ingår i släktet Pippuhana och familjen spökspindlar.
Artens utbredningsområde är Panama. Inga underarter finns listade i Catalogue of Life.